# سنجاب سیاه‌گوش
سنجاب سیاه‌گوش (نام علمی: Nannosciurus melanotis) نام یک گونه از تیره سنجاب است.